# حيوان الزومبي

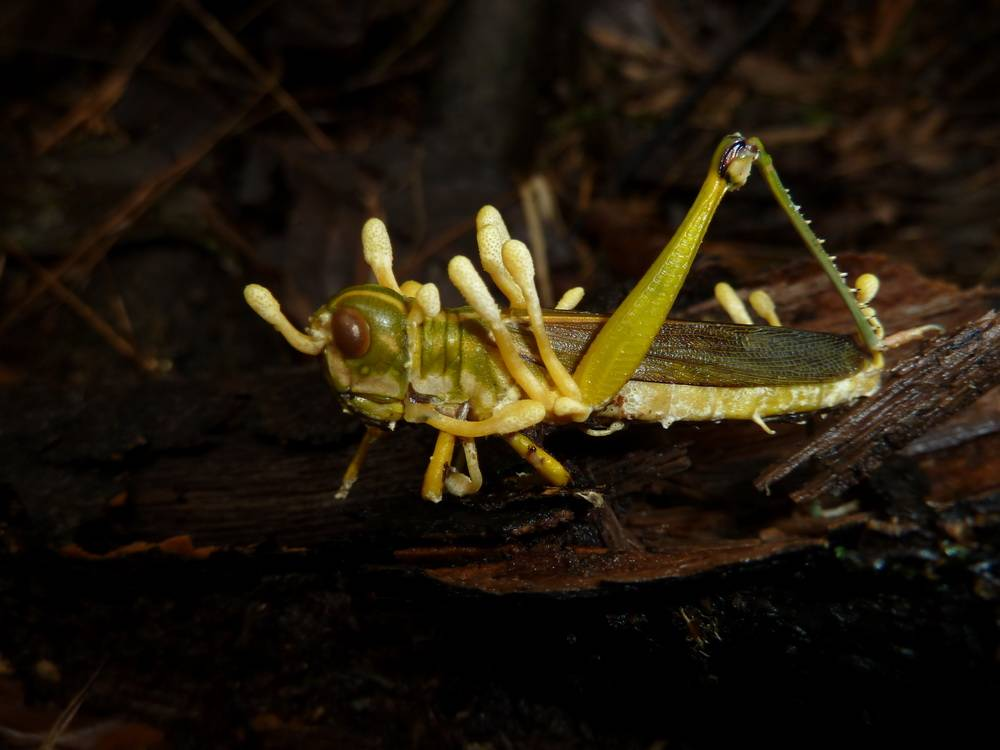
فطر هراوي الرأس

 حيوان الزومبي هو حيوان يتحول إلى زومبي. غالبا ما يظهر حيوان الزومبي على وجه الخصوص في خيال الزومبي،  تم تصوير أنواع عديده من الحيوانات على انها زومبي، مثل تصوير الكلب على انه زومبي في فيلم the last man on Earth عام 1964 على ان الكلب المصاب هو مصدر فيروس الزومبي. يتميز فيلم night of the zombie على انه فيلم رعب فيه قطط زومبي. في حين انها في الغالب هذا النوع من الخيال يطبق على الثديات الكبيره، ولكن كانت هناك حالات من الحشرات أصبحت كائنات زومبي في العالم الحقيقي. من المعروف أن فطر كوردسيبس يصيب الحشرات غير سلوكها قبل موتها النهائي.